# Kecskés-galyai-barlang
A Kecskés-galyai-barlang Magyarország megkülönböztetetten védett barlangjai között van. A Bükki Nemzeti Park területén található. Régészeti leletei miatt híres a barlang. Előkerültek belőle az őskőkorszaki Moustier-kultúra leletei is. Sok pleisztocén állatcsontot találtak benne és pleisztocén faunája fajokban gazdag.

## Leírás
A Kecskés-galya tetejéhez közel, annak déli, sziklás oldalán nyílik, a Suba-lyuktól körülbelül két kilométerre. Az alatta lévő völgytől körülbelül 70 méterrel magasabban van. A lezáratlan barlangnak három bejárata van, ezért ez egy átjáróbarlang. Triász mészkőben jött létre. Freatikus oldással keletkezett, amelyet az üstös oldásformák támasztanak alá, majd később a kifagyásos aprózódás alakította át a járatait. A barlang régóta hidrológiailag inaktív, ezért erősen lepusztult állapotban van, rombarlang.
A barlangban talált régészeti leletek közül a legrégebbiek az őskőkorszaki Mouster-kultúrába tartozó kőeszközök. A felső kultúrrétegben talált eszközök moustieri típusúak, de kidolgozásuk már Szeleta-kultúra jellegű. Átmenetet képeznek a két régészeti kultúra között. Ennek az átmeneti kultúrának a másik lelőhelye a Balla-völgyi-sziklaüreg. Kitöltéséből még barlangi medve, barna medve, barlangi hiéna, barlangi oroszlán, ősbölény, óriásgím, szürke farkas, nyírfajd, őstulok, zerge, óriásszarvas, rénszarvas, gyapjas orrszarvú, mezei nyúl és Equus mosbachensis csontok kerültek elő. Utcai ruhában és lámpa nélkül megtekinthető.
Előfordul a barlang az irodalmában Galya-lyuk (Kordos 1984), Galyalyuk (Pataki, Pálosi, Dancza 1938), Kecskésgalyai-barlang (Kadić 1933), Kecskésgalyai barlang (Schőnviszky 1937), Kecskés-gallyai-barlang (Kordos 1984), Kecskésgallyai barlang (Czenthe 1965), Kecskekori-barlang (Bertalan 1976), Vöröskő-völgyi-átjáró (Hevesi 1977), Vöröskővölgyi-átjáró (Bertalan 1976), Vöröskővölgyi átjáró (Schőnviszky 1937) és Vöröskő-völgyi átjáró (Kordos 1984) neveken is. 1976-ban volt először Kecskés-galyai-barlangnak nevezve a barlang az irodalmában.

## Kutatástörténet
1931 áprilisában, a Lukács István által adott útbaigazítás segítségével Dancza János vizsgálta át a barlangot. A barlangi kitöltés felszínén talált egy bronzkorinak látszó cserépedény töredéket. 1931. május 3-án, Dancza János és társai felmérték a barlangot, majd Dancza János a felmérés felhasználásával elkészítette a barlang térképét. Kadić Ottokár 1932. augusztus 1-jétől 1932. október 15-ig, Dancza János, Fazekas László és Kovács József segítségével végzett az üregben régészeti és őslénytani ásatást, amelynek során edénytöredékek, két újkőkorszaki őrlőkő, neandervölgyi ember lábközépcsont és emlősmaradványok kerültek elő. A lábközépcsont későbbi sorsa ismeretlen, az emlőscsontokat Mottl Mária határozta meg. A nagy végtagcsontokat az ősember feltörte, hogy a velőhöz hozzájusson.
Az átvizsgált rétegsor a Suba-lyuk legfelső világosbarna és sötétszürke rétegeivel egyezett meg. A feltárással egyidőben Kadić Ottokár felmérte a lelőhelyet és ennek alapján Mottl Mária barlangtérképet rajzolt. Az ásatás megkezdésekor a barlang 15 m hosszú, 5 m széles és átlagosan 1,5 m magas volt. Majdnem kitöltötte az üledék, valamint növényzettel volt benőve. A kutatás befejezésekor még maradt ásatásra alkalmas lerakódás a barlangban, és Kadić Ottokár fontosnak tartotta ennek átvizsgálását.
Az 1937-ben megjelent, Schőnviszky László által írt, A Bükk-hegység barlangjai című tanulmány szerint, Cserépfalu határában, a Kecskésgalya sziklás DK-i oldalában, közel a hegytetőhöz található a barlang. A változó magasságú átjáró 15 m hosszú és van egy ablaka. Őskőkorszaki leletek és pleisztocén gerinces maradványok kerültek elő a barlangból. Mottl Mária 1937-ben, a Földtani Intézet megbízásából folytatta a barlang ásatását. Mottl Mária ekkor talált néhány obszidián őskőkorszaki eszközt és sok pleisztocén emlőscsontot. Elkészítette a barlang új térképeit. A barlang Kadić Ottokár és Mottl Mária által, 1932-ben és 1937-ben végzett felméréseinek felhasználásával megrajzolta a barlang két alaprajz térképét, hossz-szelvény térképét és 9 keresztmetszet térképét.

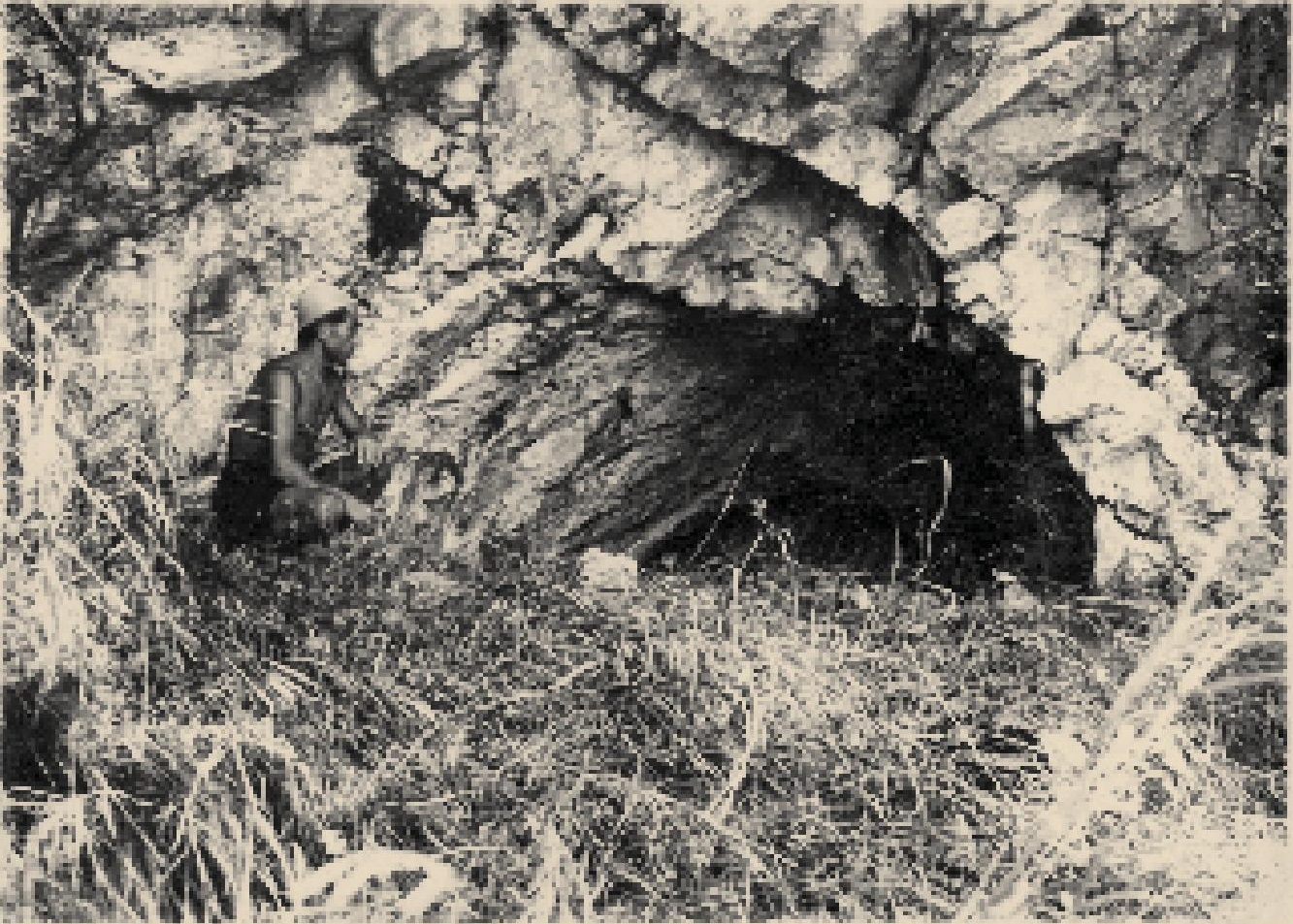
A barlang egyik bejárata az ásatás megkezdése előtt

Az 1962-ben megjelent, A barlangok világa című könyvben ismertetve van az üreg. Az ismertetésben az szerepel, hogy Cserépfaluhoz közel, a Suba-lyuktól nem messze, a Kecskésgalya-hegy DNy-i lejtőjén, 380 m tengerszint feletti magasságban van a barlang bejárata. A Moustier-kultúra eszközei kerültek elő a barlang legalsó rétegéből. A felsőbb rétegek eszközei azonban valószínűleg fontosabbak, mert ezek lehet, hogy összekötik a szeleta-kultúrát a Moustier-kultúrával. Az 1962-ben kiadott, Bükk útikalauz című könyv szerint a Kecskésgalyai barlangokban a Moustier-kultúra kormeghatározó leletei kerültek elő.
Az 1976-ban befejezett, Bertalan Károly által írt, Magyarország barlangleltára című kéziratban az olvasható, hogy a Bükk hegységben, Cserépfalun elhelyezkedő Kecskésgalyai-barlang további nevei Kecskekori-barlang és Vöröskővölgyi-átjáró. A Kecskés-galya sziklás DK-i oldalában, közvetlenül a hegy teteje alatt, 380 m tengerszint feletti magasságban nyílik. Bejárata átjáró egy ablakkal. A 15 m hosszú barlangból újkőkorszaki cserepek és jégkorszaki csontok kerültek elő. A kéziratban egy irodalmi mű alapján lett feldolgozva. A Bertalan Károly és Schőnviszky László által összeállított, 1976-ban publikált Magyar barlangtani bibliográfia barlangnévmutatójában meg van említve a Bükk hegységben, Cserépfalun lévő barlang Kecskés-galyai-barlang néven. A barlangnévmutatóban fel van sorolva 15 irodalmi mű, amelyek foglalkoznak a barlanggal.

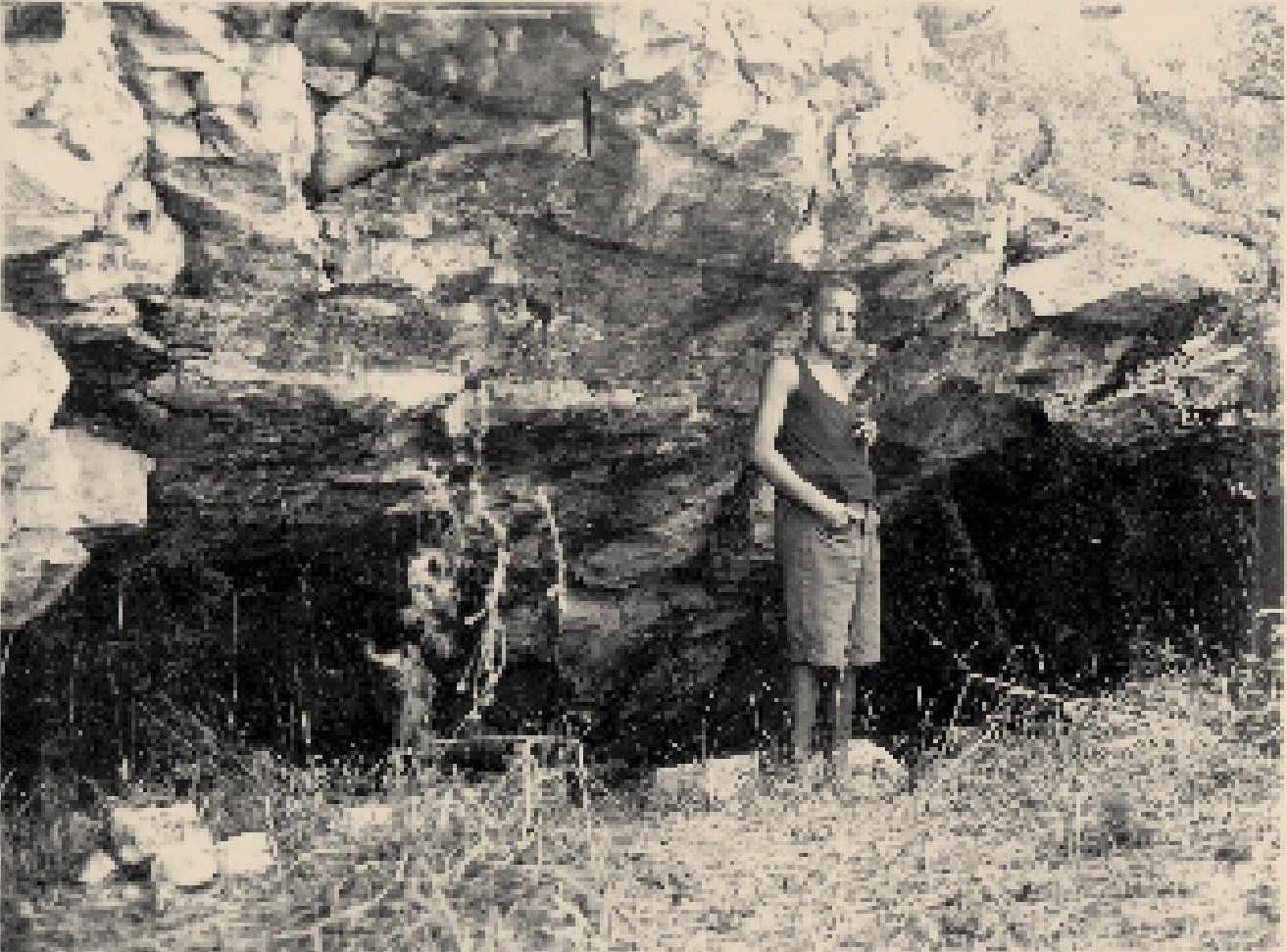
A barlang másik bejárata az ásatás megkezdése előtt. A képen Dancza János látható

Az 1977-ben megjelent, Bükk útikalauz című könyv szerint a barlang 15 m hosszú. Az 1979-ben kiadott, Barlangok a Bükkben című könyvben szó van arról, hogy Cserépfalutól ÉK-re helyezkedik el a Kecskés-galyai-barlang, amely átjáró jellegű és 15 m hosszú. Ásatásakor kőeszközök és csontmaradványok kerültek elő. A könyvhöz mellékelt, a Bükk hegység barlangokban leggazdagabb területét bemutató térképen látható a 109-es számmal jelölt barlang földrajzi elhelyezkedése. Az 1980-ban napvilágot látott, Gáboriné Csánk Vera által írt könyv szerint a barlangban talált néhány szerszám olyan, mint a Suba-lyuk szerszámai. Valószínűleg átmeneti tanyája volt az ottani embernek.
Az 1984-ben kiadott, Magyarország barlangjai című könyv országos barlanglistájában szerepel a Bükk hegységben lévő barlang Kecskés-gallyai-barlang néven Kecskekori-barlang, Vöröskő-völgyi átjáró és Galya-lyuk névváltozatokkal. A listához kapcsolódóan látható az Aggteleki-karszt és a Bükk hegység barlangjainak földrajzi elhelyezkedését bemutató 1:500 000-es méretarányú térképen a barlang földrajzi elhelyezkedése. A barlang 1984-ben kitöltött barlangkataszteri törzslapja szerint a Kecskés-galyai-barlang egy inaktív forrásbarlang, amely 25 m hosszú, 1,5 m mély, vízszintes kiterjedése pedig 22,5 m. A Bükki Nemzeti Park Igazgatóság működési területén, a Bükk hegységben elhelyezkedő és 5394/21 kataszteri számú Kecskés-galyai-barlang, 2006. február 28-tól, a környezetvédelmi és vízügyi miniszter 8/2006. KvVM utasítása szerint, megkülönböztetett védelmet igénylő barlang.
Ringer Árpád és Regős József 2008-ban azt írták, hogy az előkerült 11 darab paleolit besorolása vitatott. Kovács Richárd 2009. május 2-án megszerkesztette a Kecskés-galyai-barlang (Cserépfalu, barlangkataszteri szám: 5394-21) alaprajz térképét, hosszmetszet térképét és 4 keresztszelvény térképét. A térképek elkészítéséhez a barlangot Kovács Richárd és Kovács Jenő (az Ariadne Karszt- és Barlangkutató Egyesület tagjai) mérték fel. Az alaprajz térkép használatához a térképlapon jelölve van az É-i irány. Az alaprajz térképen megfigyelhető a 4 keresztszelvény elhelyezkedése a barlangban. A barlang a felmérés alapján 29,2 m hosszú és 5 m magas. A Bükki Nemzeti Park Igazgatóság működési területén lévő és 5394-21 kataszteri számú Kecskés-galyai-barlang, 2012. február 25-től, a vidékfejlesztési miniszter 4/2012. (II. 24.) VM utasítása szerint, megkülönböztetetten védett barlang. 2013. augusztus 12-től a belügyminiszter 43/2013. (VIII. 9.) BM rendelete szerint a Borsod-Abaúj-Zemplén megyei, cserépfalui, 5394-21 barlangkataszteri számú és 21284 lelőhely-azonosítójú Kecskés-galyai-barlang régészeti szempontból jelentős barlangnak minősül.

## További irodalom
- Bárány László: Az Egri-Bükk karsztos jelenségei. Ifjúság és Élet, 1931/1932. (7.) évf. 1932. 321–324. o.
- Czenthe Huba: A Bükk-hegység barlangjai. Kézirat (szakdolgozat), Eger, 1965. 91. o. (A kézirat megtalálható a KvVM Barlang- és Földtani Osztályon.)
- Kadić Ottokár: Jelentés az 1932. évi barlangkutatásaimról. Kézirat. Budapest, 1932. 4 o. (A kézirat megtalálható a Magyar Állami Földtani Intézet adattárában.)
- Mottl Mária: Zum gegenwärtigen Stand der Quartärforschung in Ungarn. Quartär, 1939. (2. köt.) Berlin. 133–135. o.
- Mottl Mária: Az interglaciálisok és interstadiálisok a magyarországi emlősfauna tükrében. (Hozzászólásokkal.) Beszámoló a Magyar Királyi Földtani Intézet vitaüléseinek munkálatairól, 1941. (3. évf.) 1. füz. 3–42. o.